# Иштван Халас
Иштван Халас (мађ. Halász István; Ракамаз, 12. октобар 1951 — Будимпешта, 5. јун 2016) је био мађарски фудбалер, репрезентативац, играо је на позицији везног играча. Играо за Мађарску на Светском првенству у фудбалу 1978. године. Најдуже је играо за ФК Татабању и ФК Вашаш.

## Каријера

### Клуб
Матични клуб Халаса је био ФК Ракамаз. Овде је први пут играо у сениорском тиму. Као војник, служио је у војном клубу Хонвед Сабо Лајош ШЕ. Од 1974. постао је стандардни члан фудбалског клуба у Татабањи, а три године касније постао је и члан националног тима. Од 1978. каријеру је наставио у Вашашу, али није успео да понови претходне успехе и испао је из репрезентације. Одиграо је још две сезоне у Њиређхази у првој лиги, а затим завршио каријеру у нижелигашу. Наступио је на укупно 217 лигашких утакмица у мађарској првој лиги и постигао 39 голова.

### Репрезентација
Између 1977. и 1978. године четири пута се појавио у репрезентацији и постигао два гола. Био је члан репрезентације на Светском првенству 1978. године одржаном у Аргентини, играо је и на утакмици против Италије.

## Достигнућа
Вашаш
- Куп Мађарске у фудбалу:
  - првак: 1980/81